# Yttreselet
Yttreselet är en sjö i Luleå kommun i Norrbotten och ingår i Råneälvens huvudavrinningsområde. Sjön har en area på 0,165 kvadratkilometer och ligger 131,9 meter över havet.